# Aiden Markram
Aiden Kyle Markram (* 4. Oktober 1994 in Centurion, Südafrika) ist ein südafrikanischer Cricketspieler, der seit 2017 für die südafrikanische Nationalmannschaft spielt.

## Kindheit und Ausbildung
Markram war Kapitän der Vertretung Südafrikas beim ICC U19-Cricket-Weltmeisterschaft 2014, und dort der erfolgreichste Run-Scorer des Teams.

## Aktive Karriere

### Anfänge in der Nationalmannschaft
Im September 2017 wurde Markram im heimischen südafrikanischen Cricket als First-Class-Kapitän der Titans  ernannt. Kurz darauf gab er sein Debüt in der Nationalmannschaft in der Test-Serie bei der Tour gegen Bangladesch. In seinem ersten Spiel erreichte er ein Fifty über 97 Runs, während der im zweiten Spiel sein erstes Century über 143 Runs aus 186 Bällen erzielte. Bei der Tour absolvierte er auch sein erstes ODI und konnte dabei ein Fifty über 66 Runs erreichen. Zunächst war er vorwiegend im Test-Team erfolgreich. Im Dezember folgte gegen Simbabwe ein weiteres Century über 125 Runs aus 204 Bällen und er wurde als Spieler des Spiels ausgezeichnet. Im Januar 2018 folgte ein Fifty über 94 Runs gegen Indien. Daraufhin reiste Australien nach Südafrika und Markram erzielte im ersten Test der Serie ein Century über 143 Runs aus 218 Bällen im zweiten Innings, konnte damit jedoch die Niederlage nicht abwenden. Im dritten Spiel konnte er ein Fifty über 84 Runs zum Sieg beisteuern, bevor ihm im vierten Test ein weiteres Century über 152 Runs aus 216 Bällen gelang. Im Sommer wurde er von Durham in der County Championship 2018 verpflichtet. Auch erhielt er einen zentralen Vertrag mit dem südafrikanischen Verband.
Zu Beginn des Jahres 2019 erreichte er bei der Tour gegen Pakistan zwei Half-Centuries (78 und 90 Runs). Daraufhin folgte eine Tour gegen Sri Lanka. Bei der erreichte er in den Tests zunächst ein Fifty über 60 Runs. Nachdem er auch abschließenden ODI ein Fifty über 67* Runs erreicht hatte, wurde er als Spieler des Spiels ausgezeichnet. Auch gab er bei der Tour sein Twenty20-Debüt. Daraufhin wurde er für den Cricket World Cup 2019 nominiert, bei dem seine beste Leistung 45 Runs gegen Bangladesch waren. Im Oktober 2019 zog er sich eine Handgelenks-Fraktur zu, die ihn mehrere Wochen außer Gefecht setzte. Wieder zurück brach er sich einen Finger und musste abermals für längere Zeit aussetzen. Im Dezember 2020 erzielte er gegen Sri Lanka im ersten Test ein Fifty über 68 Runs. Im Januar folgte dann eine Test-Serie in Pakistan, bei der er im ersten Test ein Half-Century über 74 Runs erreichte, damit die Niederlage jedoch nicht vermeiden konnte. Im zweiten Test erzielte er dann ein Century über 108 Runs aus 243 Bällen, aber auch das sollte nicht ausreichen. Im April gelangen ihm dann beim Gegenbesuch Pakistans in der ODI-Serie drei Fifties (51, 54 und 63 Runs)

### Bis heute
Im Sommer 2021 stand die Tour in den West Indies im Mittelpunkt. In der Test-Serie erreichte er ein Fifty (60 Runs), ebenso wie in der Twenty20-Serie (70 Runs), für das er als Spieler des Spiels ausgezeichnet wurde. Im September erzielte er in der ODI-Serie in Sri Lanka ein Half-Century über 96 Runs. In der Twenty20-Serie konnte er als Bowler herausstechen, als ihm im zweiten Spiel 3 Wickets für 21 Runs gelangen. Daraufhin bestritt er mit dem südafrikanischen Team den ICC Men’s T20 World Cup 2021 in den Vereinigten Arabischen Emiraten. Dabei konnte er gegen die West Indies mit 51* Runs und gegen England mit 52* Runs jeweils ein Fifty erzielen, dass Südafrika zum Sieg führte. Dennoch reichte dies nicht für die Qualifikation für das Halbfinale.
Im Saison 2022 konnte er in England zunächst ein Half-Century über 77 Runs in der ODI-Serie erreichen. In den Twenty20s erreichte er dann ebenfalls ein Fifty über 51* Runs, bevor er in der Twenty20-Serie gegen Irland 56 Runs erreichen konnte. Im Oktober gelang ihm in der ODI-Serie in Indien ein Half-Century über 79 Runs.